# Aleksander Wolszczan
Aleksander Wolszczan (Szczecinek, 29 aprile 1946) è un astronomo polacco.
È lo scopritore dei primi due pianeti extrasolari e pianeti delle pulsar confermati.

## Carriera scientifica
Wolszczan ha studiato in Polonia, ha conseguito il Ph.D. nel 1975 presso l'Università Niccolò Copernico di Toruń.
Nel 1982 si è trasferito negli Stati Uniti per lavorare alla Cornell University e all'Università di Princeton. In seguito è diventato docente di astronomia alla Pennsylvania State University.
Dal 1994 al 2008 ha insegnato anche all'Università Nicolò Copernico di Toruń.
È membro dell'Accademia Polacca delle Scienze e dell'Unione Astronomica Internazionale (IAU).
Nel 1990, insieme a Dale Frail, ha scoperto la pulsar PSR B1257+12, due anni dopo i due astronomi hanno scoperto che attorno a quella pulsar orbitavano 2 pianeti. Le loro orbite erano rispettivamente a 0,36 e 0,47 unità astronomiche dalla stella. Questa è stata la prima scoperta confermata di pianeti al di fuori del nostro sistema solare.
Nel 2003 Wolszczan e Maciej Konacki hanno calcolato l'inclinazione orbitale dei due pianeti scoperti, stabilendo che la massa dei due pianeti è circa 3,9 e 4,3 masse terrestri.

## Riconoscimenti
Nel 1996 ha ricevuto il Premio Beatrice M. Tinsley assegnato dall'American Astronomical Society.
Nel 1996 gli è stato assegnato il Casimir Funk Natural Science Award.
Nel 1997 è stato insignito della Croce di Commendatore dell'Ordine della Polonia Restituta (Krzyzem Komandorskim Orderu Odrodzenia Polski).
Nel 2002 è stato rappresentato su un francobollo polacco.
Nel 2012 ha ricevuto la Medaglia d'oro Frombork.
Nel 2020 gli è stata assegnata la Medaglia Bohdan Paczynski.